# 長浜神社 (大分市)

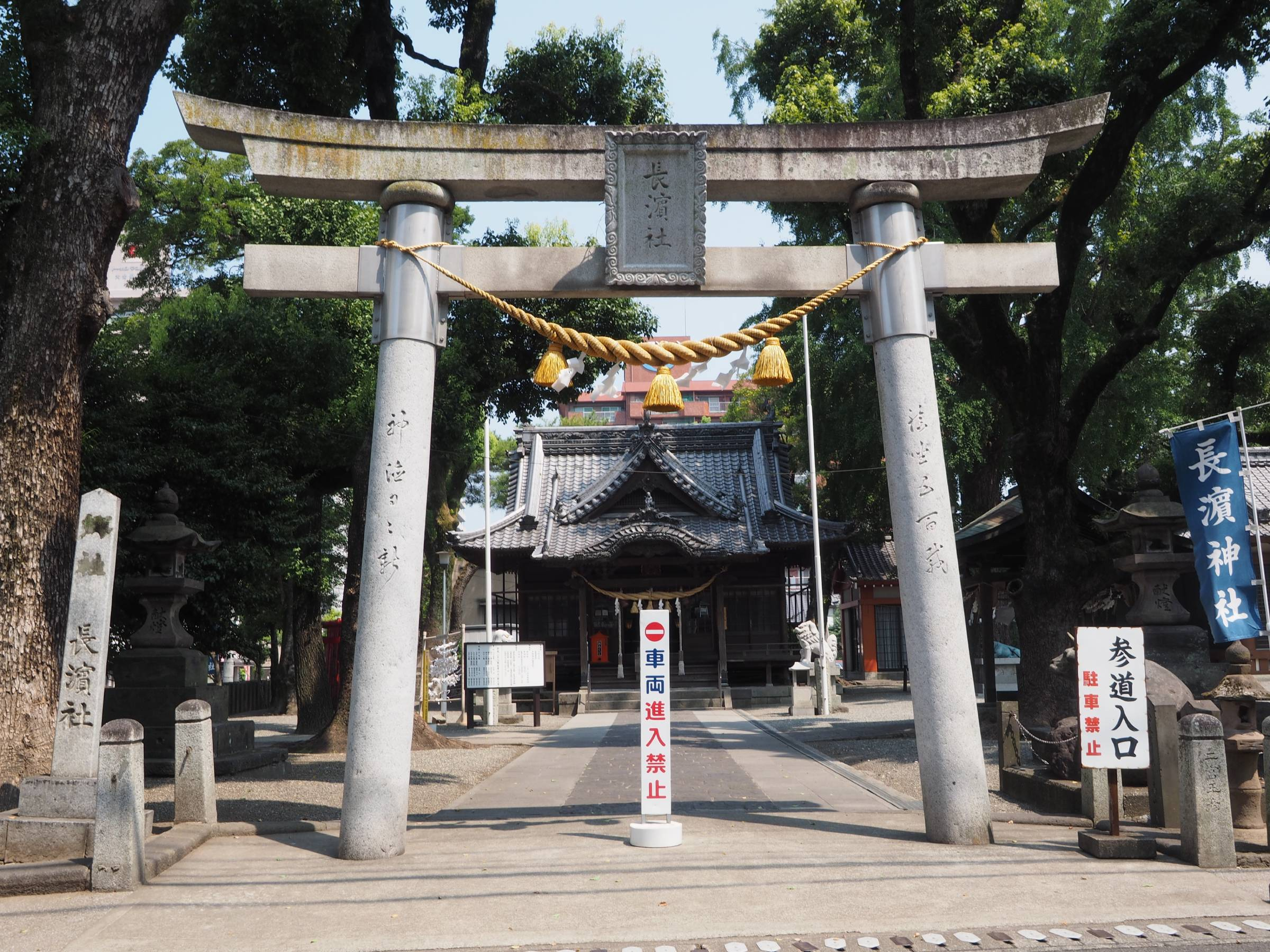
鳥居

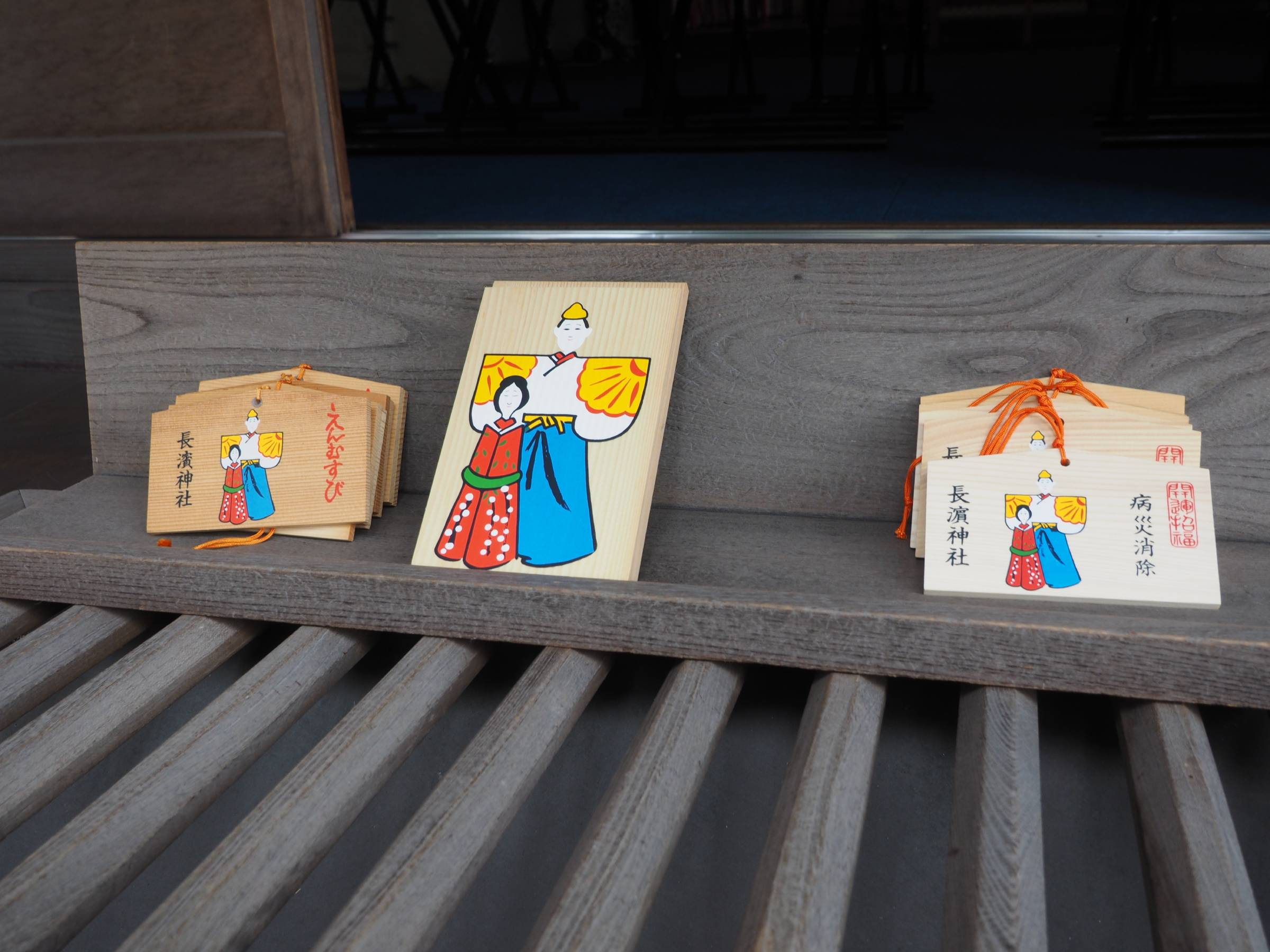
雛絵馬

長浜神社（ながはまじんじゃ）は、大分県大分市長浜町一丁目8番7号に鎮座する神社である。主祭神は少彦名命で、菅原道真を合祀する。旧社格は郷社。
医道の祖神である少彦名命及び大己貴命を祭神とすることから、婦人病平癒に霊験があるとされ、特に女性の信仰を集める。祈願にあたっては、男女の立ち雛を描いたひな絵馬を奉納する習わしがある。

## 沿革
社伝によれば、創建は室町時代の応永13年（1406年）。ある晩、長浜の住人が夢でお告げを得て、その翌朝、海岸でお告げ通りに木箱に納められた小さな祠を見つけた。祠には、扉の裏に「豫州長濱大明神」と記され、中には神鏡が納められていた。この一件を豊後国守護の大友親世に報告すると、親世は府内同慈寺東北地（現在の城址公園のあたり）の社領と社殿の造営料を寄進し、神社を建立して長濱大明神と称した。
その後、文禄5年閏7月12日（1596年9月4日）に発生した慶長豊後地震の津波によって被害を被り、一時、勢家町にある春日神社の境内に遷された後、元和5年（1619年）に塩九升町に遷り、さらに延宝9年（1681年）に同じく塩九升町内の現在地に遷座した。大正2年（1913年）には、菅原道真を祭神とする隣接の松末天満社を合祀している。

## 夏季例大祭
毎年7月5日-7日に行われる。通称、「長浜さま」。豊後三大市の一つに数えられた「長浜の市」が起源とされ、江戸時代に始まった。梅雨の最中に行われ、雨が降ることが多いために「雨の長浜さま」と呼ばれる。大分で最初に行われる夏祭りであり、大分に夏を告げる祭りとして親しまれている。
祭りの間は歩行者天国となる塩九升通りや長浜通りに120を超える露店が並び、商店街には「風流見立て細工」が飾られる。みこしの巡行や神楽が行われ、初日の夜は、お祭り広場でYOSAKOIやフラダンスも行われる。みこし巡行は、安政3年（1856年）に府内藩最後の藩主松平近説が奉納したみこしが巡行したことに始まる。御神体をみこしに移して本殿を留守にするのは参拝者に申し訳ないとの理由で大正11年（1922年）に中止になったが、昭和62年（1987年）に再開されたものである。
また、祭りの期間中には、「おみか餅」という、ネズミモチの枝に赤、黄、緑の餅や短冊を付けた縁起物が販売される。これは、「おみか」という女性が病気平癒の祈願をし、快癒のお礼に餅をつけた木を奉納したのが起源とされ、延宝年間（1673年-1681年）に作られるようになったという。戦時中一時中断したが、地元商店会を中心とする「おみか餅保存会」によって復活した。

## 交通
- JR九州大分駅から徒歩15分[9]